# Poopó (jezero)
Poopó je slano jezero koje se nalazi u Boliviji, u departmanu Oruro, na visoravni Altiplano, na nadmorskoj visini od oko 3.700 metara. Stalna površina jezera iznosi oko 1.000 km2, a najveći dio vode utječe u jezero rijekom Desaguadero, koja dovodi vodu iz jezera Titicaca, dok najveći dio vode jezero gubi evaporacijom. 
U području jezera još od 13. stoljeća postoji tradicija rudarstva koja potječe od Inka. Danas je područje bogato teškim metalima što je osnov za rudarsku industriju u regiji, a ekonomski su najznačajniji srebro i kositar.